# Mouvement pour la reconstruction de la Pologne
Le Mouvement pour la reconstruction de la Pologne (en polonais, Ruch Odbudowy Polski, abrégé en ROP) est un petit parti politique polonais, fondé en 1995 par Jan Olszewski et disparu en 2012.

## Historique
Le Mouvement pour la reconstruction de la Pologne (ROP) est issu du Mouvement pour la république et se réclame de la démocratie chrétienne.
Aux élections parlementaires de 1997, la liste obtient 5,6 % des voix et six députés.
À l'élection présidentielle de 2000, Dariusz Grabowski (pl) obtient 0,51 % des voix.
Aux élections parlementaires de 2005, il ne représente plus que 1 % des votants, et n'obtient aucun élu.
Il est ensuite associé à la Ligue des familles polonaises et disposait jusqu'en 2009 d'un député européen, Dariusz Grabowski.
Son dernier président est le sénateur Stanisław Gogacz (pl).
Le parti est formellement dissous en juin 2012, ses membres rejoignant le parti Droit et Justice (PiS).